# Сумерки. Сага. Новолуние
«Сумерки. Сага. Новолуние» (англ. The Twilight Saga: New Moon) — художественный фильм режиссёра Криса Вайца по роману Стефани Майер «Новолуние». Слоган фильма «It will be as though I never existed» (с англ. — «Всё будет так, как будто бы меня никогда не существовало»). Начало съемок — март 2009 года. Мировая премьера состоялась 16 ноября 2009 года. Фильм получил четыре номинации премии «Золотая малина». Это второй фильм из серии «Сумерки» после выхода в 2008 году фильма «Сумерки».

## Сюжет
Белла Свон отправляется праздновать свой 18-й день рождения в кругу вампирской семьи Калленов. Когда она ранит руку о подарочную бумагу, один из вампиров, Джаспер, не в силах сдерживать свою жажду крови, набрасывается на Беллу и встречает отпор от остальных. Эдвард Каллен решает, что, расставшись с Беллой, он сумеет оградить её от смертельной опасности общения с вампирами. Он уезжает, предварительно сказав Белле (чтобы она не пыталась его искать), что он уже её не любит и не хочет быть с ней рядом.
На долгих четыре месяца Белла впадает в депрессию. К концу января она приходит в себя и наотрез отказывается от предложения Чарли вернуться в Джэксонвилл. Страдая от разлуки, она приезжает к своему другу детства Джейкобу Блэку в резервацию «Ла-Пуш», Джейкоб и Белла начинают общаться. Однажды, оказавшись в опасной ситуации, Белла слышит голос Эдварда, указывающего ей, как себя вести, чтобы выжить, и видит его полупрозрачный силуэт. Она понимает, что слышит желанный голос в опасных для жизни ситуациях, погоня за которыми теперь становится её целью — отправившись с Джессикой в Порт-Анжелес, она решает прокатиться с незнакомым байкером, затем покупает два старых мотоцикла и просит Джейкоба починить их; починка длится несколько недель, которые Белла почти полностью проводит у друга. Во время испытаний мотоциклов она едва не разбивается насмерть, однако при этом снова видит силуэт ушедшего возлюбленного. Позвав друзей и Джейкоба в кино (впрочем, на сеанс приходит один Майк Ньютон), Белла узнаёт, что Джейкоб видит в ней нечто большее, чем просто друга, а когда тот по незначительному поводу злится на Майка, замечает, что у Джейкоба жар. После этого тот разрывает всяческие отношения и прекращает общение с Беллой, а также начинает резко негативно отзываться о Калленах, к которым раньше относился несколько терпимее. Страдая от одиночества, Белла случайно встречает Лорана, бывшего спутника Джеймса и Виктории, от которого узнаёт, что вампирша поклялась жестоко отомстить Эдварду за смерть своего возлюбленного посредством мучительной смерти Беллы. Однако когда Лоран, будучи голоден, пытается убить Беллу, на него нападает стая огромных волков и (как выясняется в дальнейшем) убивает его. Через некоторое время Белла узнаёт (предварительно догадавшись), что эти волки — Джейкоб и его друзья из резервации и что они — оборотни. Джейкоб рассказывает ей о гибели Лорана и о том, что Виктория продолжает нападения на людей.
Пока Джейкоб охотится на Викторию, а Чарли, которому Белла рассказала о волках, охотится с друзьями на Джейкоба (на охоте от рук Виктории погиб Гарри Клируотер, пытаясь не дать ей напасть на ничего не подозревающего Чарли), Белла решает прыгнуть со скалы в океан, как это делали знакомые друзья Джейкоба, с которым она однажды увидела эти прыжки издали и который сказал ей, что это «страшно — аж жуть, зато — дикий адреналин». К счастью, её спасает от утопления, находившийся в это время неподалёку Джейкоб (как позже выясняется, он спас её не только от штормовых волн, но и от Виктории, чей след его туда и привёл).
Элис Каллен видит в своих пророческих видениях, как Белла бросается со скалы в море, и решает, что та погибла, совершив самоубийство. Элис летит в Форкс, чтобы поддержать Чарли, и видит живую Беллу. Однако Розали узнаёт о видении Элис и сообщает Эдварду о смерти его возлюбленной. Тот, решив покончить с жизнью, отправляется в Италию с довольно простым планом: выйти на солнце на глазах у толпы людей и, таким образом открывшись им, нарушить закон, за что проживающий в Италии древнейший и могущественнейший клан Вольтури, безусловно, его убьёт. Аро Вольтури, осведомлённый о намерениях Эварда, предлагает ему присоединиться к клану, Эдвард отказывается. Элис видит это и вместе с Беллой отправляется в Италию, чтобы остановить его. Им это удаётся в последний момент, но попытка не проходит незамеченной — они попадают в замок Вольтури. По приказу Аро, главы клана, Джейн Вольтури пытается с помощью своих способностей причинить Белле боль, но попытка оказывается безуспешной. По закону, люди не должны знать о существовании вампиров. Тем не менее, принимая во внимание факт проявления столь мощных способностей ещё в человеческом воплощении и любовь Беллы и Эдварда друг к другу, вместо того, чтобы просто убить девушку, Вольтури ставят ультиматум — или Белла будет превращена в вампира, или они её убьют. Эдвард соглашается на превращение, и Каллены вместе с Беллой благополучно возвращаются в Форкс, где девушка ставит своё превращение на голосование в семье Калленов, которые единогласно (кроме Розали и самого Эдварда) голосуют «за».
На обратном пути Белла и Эдвард сталкиваются с Джейкобом, решившим, что Эдвард силой удерживает Беллу от встреч с ним. Эдвард благодарит оборотня за заботу о Белле, после чего заявляет, что теперь не оставит Беллу, пока та сама его не прогонит. В ответ Джейкоб напоминает ему о ключевом пункте договора, запрещающем Калленам кусать людей под угрозой разрыва перемирия. Когда Белла заявляет, что идёт на превращение добровольно, Джейкоб упрямо отказывается в это верить, после чего Белла признаётся, что любит его, но просит не ставить её перед выбором, говоря, что всегда выбирала и будет выбирать Эдварда. Джейкоб в ярости говорит Эдварду, что тот не будет за неё решать, и превращается в волка. В последний момент Белле удаётся предотвратить драку, и она говорит соперникам, что, причинив боль друг другу, они причинят боль ей. После этих слов Джейкоб убегает, а Белла отвергает предложения Эдварда об отсрочке на пять или хотя бы на три года, после чего он делает ей предложение.

## В ролях

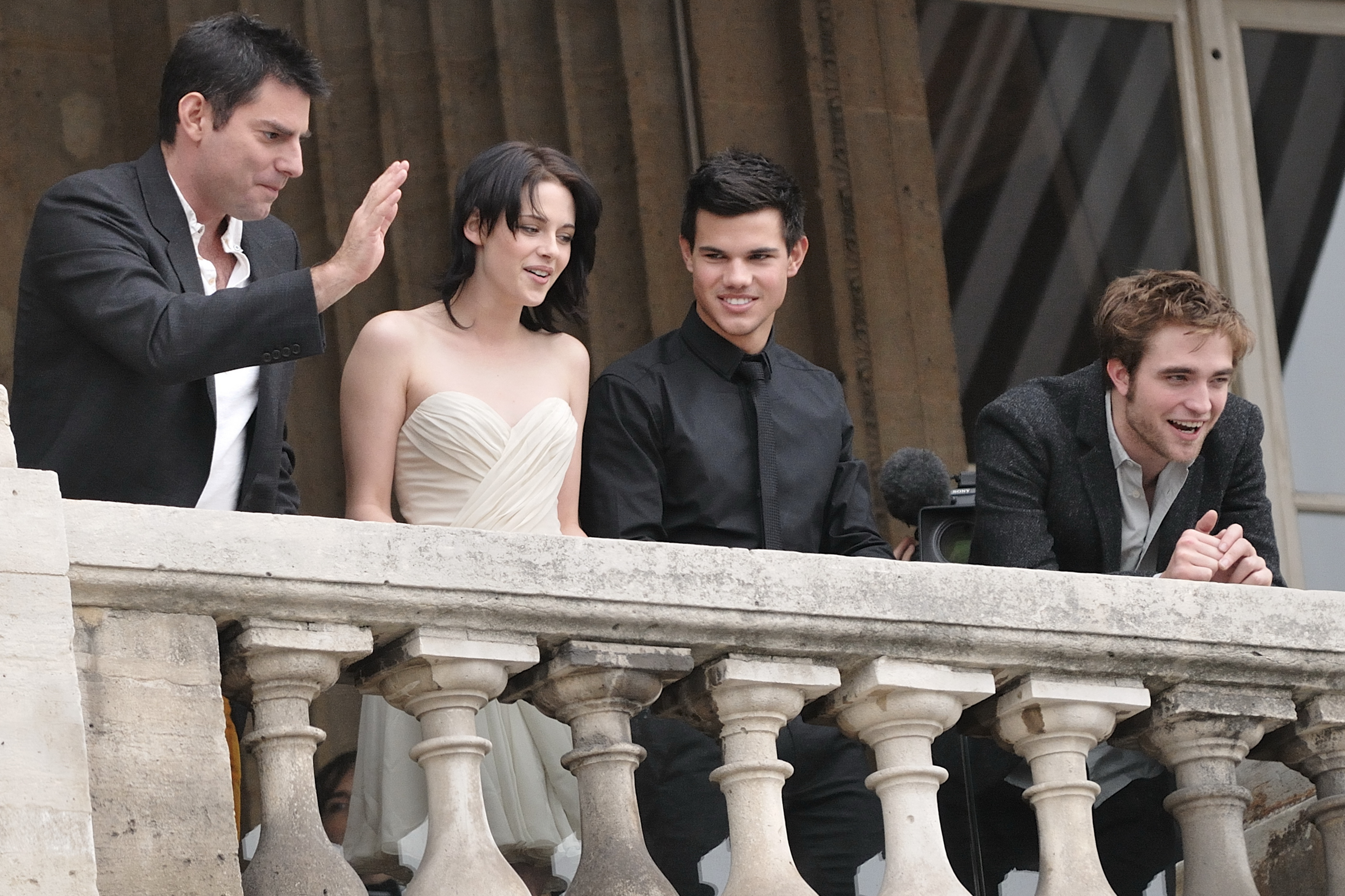
Крис Вайц, Кристен Стюарт, Тейлор Лотнер, Роберт Паттинсон (слева направо) на фотосессии в Париже 10 ноября 2009 года

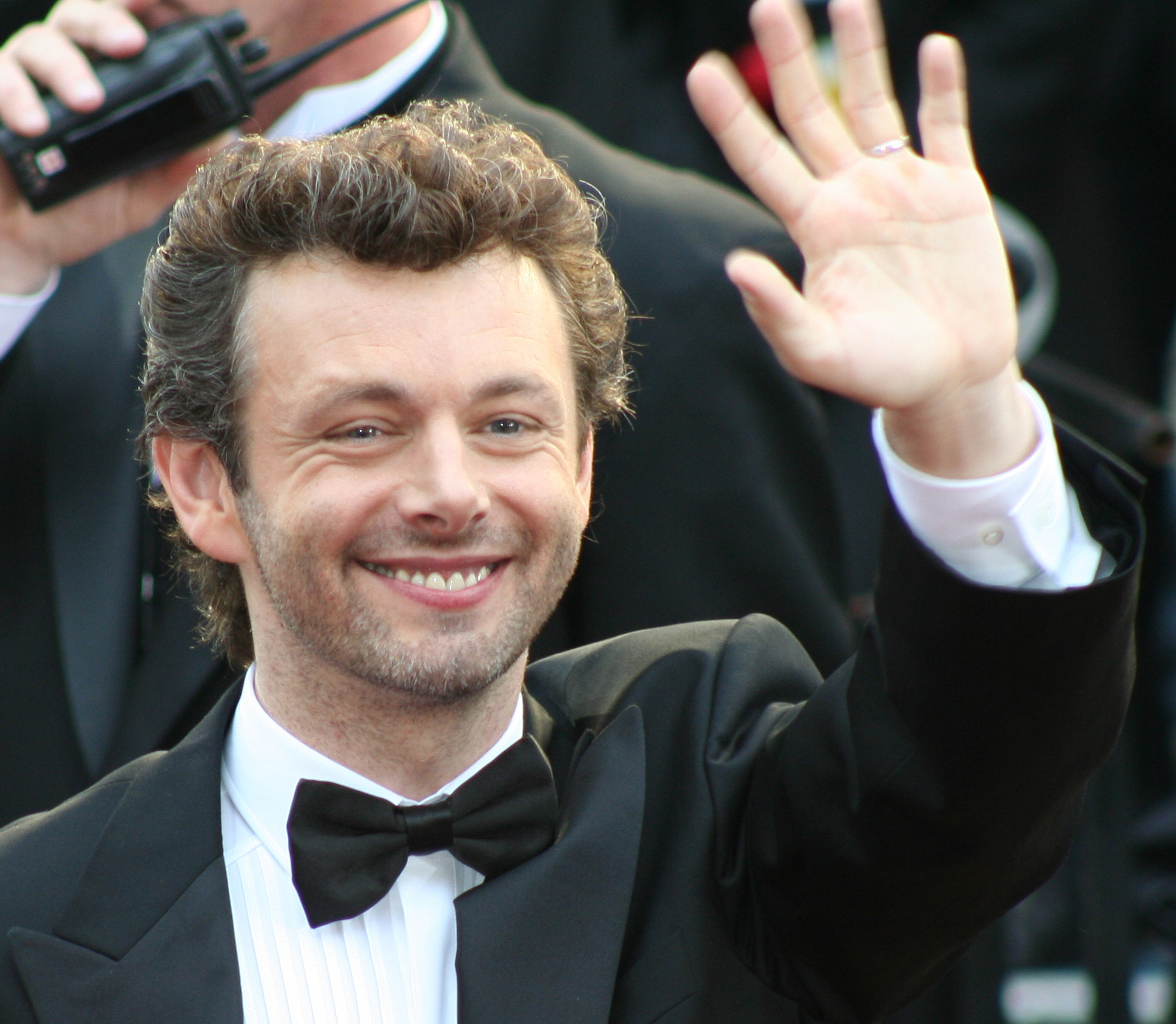
Актёр Майкл Шин, исполнивший роль вампира Аро

### Клан Калленов
- Эдвард Каллен — Роберт Паттинсон
- Карлайл Каллен — Питер Фачинелли
- Эсми Каллен — Элизабет Ризер
- Элис Каллен — Эшли Грин
- Джаспер Хейл — Джексон Рэтбоун
- Розали Хейл — Никки Рид
- Эмметт Каллен — Келлан Латс

### Люди
- Белла Свон — Кристен Стюарт
- Чарли Свон — Билли Берк
- Билли Блэк — Джил Бирмингем
- Джессика Стэнли — Анна Кендрик
- Майк Ньютон— Майкл Уэлш
- Анжела Вебер — Кристиан Серратос
- Эрик Йорки — Джастин Чон
- Квил Атеара — Тайсон Хаусмен

### Оборотни
- Джейкоб Блэк — Тейлор Лотнер
- Сэм Адли — Чэск Спенсер
- Эмбри Колл — Кайова Гордон
- Пол Лэйхот — Алекс Мераз
- Джаред Кэмерон — Бронсон Пеллетье

### Кочующие вампиры
- Виктория — Рашель Лефевр
- Лоран — Эди Гатеги

### Клан Вольтури
- Аро — Майкл Шин
- Кай — Джейми Кэмпбелл Бауэр
- Марк — Кристофер Хейердал
- Джейн — Дакота Фэннинг[2]
- Алек — Кэмерон Брайт
- Феликс — Дэниел Кадмор
- Деметрий — Чарли Бьюли
- Хайди — Нут Сиар

## Саундтрек
Композитором фильма стал Александр Деспла, написавший музыку к таким фильмам как: «Золотой компас», «Гарри Поттер и Дары Смерти: часть 1», «Коко до Шанель», «Загадочная история Бенджамина Баттона» и многим другим.
Список треков:
1. Hurricane Bells — Monsters (Момент, когда Эдвард выходит из машины)
2. Sea Wolf — The Violet Hour (день рожденья Беллы в кругу Калленов)
3. Anya Marina — Satellite Heart (дорога Беллы домой с дня рождения)
4. Bon Iver & St. Vincent — Rosyln (Эдвард понимает, что нужно покинуть Беллу)
5. Lykke Li — Possibility (одиночество Беллы)
6. Muse — I Belong to You (New Moon Remix) (Белла поехала гулять с Джессикой)
7. Band of Skulls — Friends (Белла подходит к опасным парням)
8. The Magic Numbers & Amadou & Mariam — All I Believe In (Белла приезжает к Джейку)
9. OK Go — Shooting the Moon (Белла и Джейкоб чинят мотоциклы, сцена с пиццей)
10. Lupe Fiasco — Solar Midnight (Белла с Джейком и Майком в кино)
11. Black Rebel Motorcycle Club — Done All Wrong (Белла в гостях у Эмили)
12. Thom Yorke — Hearing Damage (оборотни гонятся за Викторией)
13. Grizzly Bear — Slow Life (Белле в воде привиделся Эдвард)
14. Editors — No Sound But the Wind (Белла и Эдвард в машине)
15. The Killers — A White Demon Love Song (титры)
16. Александр Деспла — New Moon (титры)
17. Death Cab for Cutie — Meet Me on the Equinox (титры)

## Кинопрокат
В первую неделю проката фильм собрал рекордные для 2009 года сборы — $142,8 млн., таким образом став 4-м самым кассовым фильмом в первую неделю за всю историю, уступив лишь фильмам «Гарри Поттер и Дары Смерти: часть 2», «Тёмный рыцарь» и «Человек-паук 3». В первую неделю кинопроката фильм был показан примерно на 8500 экранах в 4024 точках. По сути, за каждый день «Новолуние» заработало в 2 раза больше первого фильма саги. Опрос показал, что 80 % посетителей кинотеатров были женщины, 50 % всей аудитории были младше 21 года. То есть аудитория «Новолуния» была моложе, чем аудитория «Сумерек».

## Награды и номинации
- Кинонаграда MTV за лучший поцелуй (2010 г.)
- Золотая малина (2009 г.)
  - Худший актёрский дуэт — номинация — Кристен Стюарт и Тейлор Лотнер; Кристен Стюарт и Роберт Паттинсон
  - Худший приквел, сиквел, ремейк или плагиат — номинация
  - Худший сценарий — номинация — Мелисса Розенберг
  - Худшая мужская роль второго плана — номинация — Роберт Паттинсон